# Mandevilla puyumato
Mandevilla puyumato är en oleanderväxtart som beskrevs av J.F.Morales. Mandevilla puyumato ingår i släktet Mandevilla och familjen oleanderväxter. Inga underarter finns listade i Catalogue of Life.